# Anne Mills Archbold
Anne Mills Archbold (Titusville, 24 de noviembre de 1873-Nasáu, 26 de marzo de 1968) fue una heredera, cazadora de caza mayor y filántropa estadounidense. Su padre era el rico magnate petrolero John Dustin Archbold y Archbold viajó mucho, incluyendo para estudiar en París y Florencia. En 1903 encargó una casa inusual en Bar Harbor, Maine, inspirada en las villas toscanas. Se casó con Armar Dayrolles Saunderson, hijo del político británico Edward James Saunderson, en 1906, se conocieron en el Tíbet y tuvieron un breve compromiso. La pareja tuvo cuatro hijos y Archbold se convirtió en una entusiasta cazadora, donando trofeos a varios museos de historia natural.
Archbold se separó de Saunderson en 1922 y huyó de Gran Bretaña en un barco de vapor de Standard Oil con sus hijos, que habían sido puestos bajo tutela judicial. Después de un acuerdo de divorcio, Archbold entregó su propiedad inglesa, Foxlease, a las Girl Guides. Se instaló en Washington D. C., y participó activamente en el activismo por los derechos de la mujer, como miembro del Partido Nacional de la Mujer y partidaria de la Enmienda de Igualdad de Derechos. Hizo donaciones a hospitales y programas de bienestar social y en 1924, con el banquero Charles C. Glover, donó 100 acres (40 ha) de terrenos a la Comisión Nacional de Planificación de la Capital; esto se convirtió en Glover-Archbold Park. Archbold luchó en varias campañas legales para salvar el parque del desarrollo de una carretera.

## Primeros años de vida
Archbold nació en Nueva York el 24 de noviembre de 1873; segunda hija del magnate petrolero estadounidense John Dustin Archbold y su esposa Annie Eliza Mills, tenía un hermano menor y dos hermanas. Su padre se hizo muy rico después de que John D. Rockefeller comprara su pequeña compañía de refinación y ascendió rápidamente en la compañía Standard Oil de Rockefeller. La familia se mudó a la finca Cedar Cliff en Tarrytown, Nueva York, en 1885. La riqueza familiar permitió a Archbold viajar mucho, desde alrededor de 1890, y recibió parte de su educación en París y Florencia.
En 1903, un retrato de Archbold fue pintado por Frederick William MacMonnies. Ese mismo año comenzó la construcción de Archbold Cottage en Bar Harbor, Maine, basada en un modelo que Archbold había hecho mientras estaba en París. Terminada en 1904, la cabaña fue diseñada por Frederick Lincoln Savage e inspirada en las villas que Archbold había visto en la Toscana. Presentaba un jardín en terrazas con una fuente y 12 arcos de estuco con vista a un bosque, montañas y el océano. Desde el dormitorio principal una escalera de caracol conducía a una torre con vistas panorámicas y un baño. Un periódico local la describió como una de las casas más exclusivas de Bar Harbor y como el encargo más exótico e inusual de Savage. La estructura se quemó en 1947.

## Matrimonio
En 1906 Archbold realizó una gira por el Lejano Oriente, pasando por Hong Kong y convirtiéndose en una de las primeras mujeres occidentales en visitar el Tíbet. En el Tíbet conoció a Armar Dayrolles Saunderson, hijo del parlamentario británico y líder del Partido Unionista del Úlster, Edward James Saunderson. El compromiso de Archbold con Saunderson se anunció en Estados Unidos el 14 de junio de 1906. El 16 de junio, los periódicos ingleses anunciaron que la boda ya había tenido lugar en Isla Cuttyhunk en Buzzard's Bay, Massachusetts. La pareja estaba en la sede de la familia Saundersons, Castillo Saunderson en Irlanda, en octubre y de luna de miel en Europa. Su primera hija, Lydia Ann, nació en Francia y fue apadrinada en su bautismo por el gran duque Miguel Mijáilovich de Rusia y presentada en la corte británica.
La muerte del padre de Saunderson en 1906 le permitió comprar la finca Foxlease en Hampshire, Inglaterra. Archbold, Saunderson y Lydia viajaron a los EE. UU. en el RMS Lusitania en 1908 y fueron noticia por traer consigo dos cachorros de león que la familia había capturado en una cacería de caza mayor en África. No se permitió que los leones fueran llevados más allá de los muelles y terminaron como atracciones estelares en el Zoológico del Bronx. Archbold era una gran cazadora, donó trofeos de caza mayor a varios museos de historia natural e hizo que otros se convirtieran en muebles exóticos. Archbold y Saunderson discutieron la caza mayor en África con Teddy Roosevelt en Oyster Bay en 1910. Archbold también ostentaba récords de pesca deportiva.
Archbold dio a luz a su segundo hijo y primer hijo varón, Armar Edward, en 1909. Un segundo hijo, John Dana, nació en Bar Harbor, Maine, en 1911 y su última hija, Moira, nació en 1912. Después de la muerte de su padre en 1916, Archbold recibió una participación de dos novenos de su patrimonio, y su participación valió alrededor de $ 9 millones.
Archbold se separó de Saunderson en 1922 con documentos estadounidenses que afirmaban que había sido «prácticamente cautiva» y Archbold abandonó el país  rápidamente en un barco de vapor de Standard Oil con sus hijos, a pesar de haber sido puestos bajo tutela judicial. El acuerdo de divorcio dejó Foxlease a Archbold quien, deseoso de romper todos los lazos con Inglaterra, quería dárselo a las Girl Guides. Los Guides no querían ser dueños de la propiedad porque estaban preocupados por los costos de mantenimiento. La casa de 24 dormitorios y 65 acres (26,3 ha) la propiedad fue en cambio donada a la princesa María, quien la entregó a un fideicomiso para el uso de las Guides, quienes la utilizaron como centro de capacitación y actividades. Archbold y sus hijos, que habían usado el apellido Saunderson, volvieron a Archbold después del divorcio.

## Washington D. C.
A su regreso a los EE. UU., Archbold alquiló la finca Greystones, cerca del Parque de Rock Creek, Washington D. C., durante seis meses antes de comprar 60 acres (24 ha) de terreno en Reservoir Road donde construyó Hillandale, una casa diseñada por Josephine Wright Chapman al estilo de una villa española. También mantuvo casas en Maine y Rhode Island y viajó con frecuencia a Florida, Nueva York y las Bahamas.
En Hillandale, Archbold entrenó perros pastores alemanes para que los usaran los discapacitados visuales y las fuerzas policiales. Archbold era miembro del Partido Nacional de la Mujer y una gran partidaria de la Enmienda de Igualdad de Derechos. En 1923, ella estaba entre un grupo de mujeres que «invadieron las oficinas de los senadores y congresistas de sus estados, para pedirles que votaran por la igualdad de derechos» y solicitó personalmente al presidente Warren G. Harding la enmienda. Archbold también donó grandes sumas de dinero a hospitales y programas de bienestar social.
Posiblemente inspirada por el matrimonio de Moira con un explorador del sudeste asiático, Archbold encargó una réplica con motor diésel de un junco chino del siglo XV, el Cheng Ho, y realizó dos cruceros en el barco, recolectando muestras botánicas y zoológicas en las Islas Molucas y Melanesia.

### Parque Glover-Archbold
El 10 de noviembre de 1924, con el banquero de Washington Charles C. Glover, Archbold donó 100 acres (40 ha) de terreno alrededor del Foundry Branch del Río Potomac a la Comisión Nacional de Planificación de la Capital. La tierra ahora forma la mayor parte de Parque Glover-Archbold. Archbold estaba interesado en establecer la tierra, que contenía excelentes ejemplos de hayas, olmos y robles característicos del área antes del asentamiento, como un espacio verde protegido de la invasión urbana para el uso de los ciudadanos de la ciudad.
El parque fue amenazado en 1947 con planes para una carretera de 4 carriles que lo atravesaría. Archbold y el hijo de Glover se opusieron al desarrollo, y Archbold señaló que «está bellamente arbolado, con una gran cantidad de flores silvestres y aves. Senderos tranquilos bajan por sus costados a lo largo del lecho serpenteante del arroyo con sus marañas de sicómoros y tulipanes, proporcionando retiros de descanso para adultos y niños fascinantes. Un parque tan hermoso no puede ser eliminado si Washington va a crecer como un organismo vivo con sus partes en el equilibrio adecuado». Otro plan de carreteras vino bajo la Ley de Carreteras de Ayuda Federal de 1956, amenazando alrededor de la mitad del parque. Archbold se opuso al esquema y retuvo el bufete de abogados Douglas, Obear & Campbell a un costo de $ 10,000. Archbold aseguró el apoyo del Secretario del Interior Stewart Udall y, después de una reunión pública, los planes se modificaron el 7 de enero de 1958 para salvar el parque. La campaña condujo a propuestas de que el parque se transfiriera al NPS, aunque esto no se logró de inmediato.
Archbold también se opuso a un plan revivido en 1959 en el Tribunal de Distrito, reteniendo nuevamente a Douglas, Obear & Campbell a un costo de $ 25,000, aunque el caso se abandonó cuando el llamado «Congelamiento del Noroeste» de la Ley de Transporte de la Capital Nacional de 1960 prohibió cualquier desarrollo de carretera en un área del noroeste de DC. Un plan adicional en 1962 para ubicar parte del puente Three Sisters y la carretera asociada en el parque fue derrotado y Archbold pagó $ 4500 en honorarios legales. Después de que se abandonó este esquema en 1967, se aprobó la legislación que transfirió el parque al Servicio de Parques Nacionales.

## Muerte y legado
Archbold murió de un ataque al corazón en su casa de invierno en Nasáu, Bahamas, el 26 de marzo de 1968. Después de un funeral en Hillandale, fue enterrada en el cementerio Ivy Hill en Upperville, Virginia, cerca de la finca Foxlease Farms de su hijo John. Su patrimonio ganó un caso en 1972 en el Tribunal de Reclamaciones de los Estados Unidos para que sus honorarios legales del parque Glover-Archbold se contaran como contribuciones caritativas deducibles de impuestos.